# Panal uniforme
En geometría, un panal uniforme o teselado uniforme o politopo uniforme infinito, es una clase de panales isogonales cuyas facetas son politopos uniformes. Todos sus vértices son idénticos y existe la misma combinación y disposición de caras en cada vértice. Un panal en n dimensiones se denota como un n-panal.
Se pueden construir panales uniformes de n dimensiones sobre la superficie de n-esferas, en un espacio euclídeo de n dimensiones y en un espacio hiperbólico de n dimensiones. Un panal uniforme bidimensional se denomina más a menudo teselado uniforme o teselación uniforme.
Casi todas las teselaciones uniformes pueden generarse mediante una construcción de Wythoff y representarse mediante un diagrama de Coxeter-Dynkin. La terminología para los politopos uniformes convexos (utilizada en los artículos poliedro uniforme, 4-politopo uniforme, 5-politopo uniforme, 6-politopo uniforme, teselado uniforme y panal uniforme convexo) fue acuñada por Norman Johnson.
Las teselaciones wythoffianas se pueden definir mediante una figura de vértice. Para teselados bidimensionales, pueden venir dados por una configuración de vértices que enumera la secuencia de caras alrededor de cada vértice. Por ejemplo, 4.4.4.4 representa un teselado regular, concretamente, un teselado cuadrado con 4 cuadrados alrededor de cada vértice. En general, las figuras de vértices de las teselaciones uniformes de n dimensiones se definen mediante un (n–1)-politopo con aristas etiquetadas mediante números enteros, que representan el número de lados de la cara poligonal en cada arista que irradia desde el vértice.

## Ejemplos de panales uniformes
| Teselados 2-dimensionales  | Teselados 2-dimensionales                 | Teselados 2-dimensionales                     | Teselados 2-dimensionales                                       | Teselados 2-dimensionales                                       |
|                            | Esférico                                  | Euclídeo                                      | Hiperbólico                                                     | Hiperbólico                                                     |
| -------------------------- | ----------------------------------------- | --------------------------------------------- | --------------------------------------------------------------- | --------------------------------------------------------------- |
|                            | Artículo principal: Poliedro uniforme     | Artículo principal: Anexo:Teselados uniformes | Artículo principal: Teselados uniformes en el plano hiperbólico | Artículo principal: Teselados uniformes en el plano hiperbólico |
| Diagrama de Coxeter-Dynkin |                                           |                                               |                                                                 |                                                                 |
| Imagen                     | Icosidodecaedro truncado                  | Teselado trihexagonal truncado                | Teselado triheptagonal truncado (Disco de Poincaré)             | Teselado triapeirogonal truncado                                |
| Figura de vértice          |                                           |                                               |                                                                 |                                                                 |
| Panales 3-dimensionales    |                                           |                                               |                                                                 |                                                                 |
|                            | 3-esférico                                | 3-euclídeo                                    | 3-hiperbólico                                                   | 3-hiperbólico                                                   |
|                            | Artículo principal: Policoro uniforme     | Artículo principal: Panal uniforme convexo    | y panal uniforme paracompacto                                   | y panal uniforme paracompacto                                   |
| Diagrama de Coxeter-Dynkin |                                           |                                               |                                                                 |                                                                 |
| Imagen                     | Hexadecacoron (proyección estereográfica) | Panal cúbico                                  | Panal dodecaédrico de orden-4 (modelo de Beltrami–Klein)        | Panal teselado hexagonal de orden-4 (disco de Poincaré)         |
| Figura de vértice          | (Octaedro)                                | (Octaedro)                                    | (Octaedro)                                                      | (Octaedro)                                                      |